# Equipe Ligier
A Equipe Ligier é uma equipe de automobilismo, mais conhecida por sua equipe de Fórmula 1 que atuou de 1976 a 1996. A equipe foi fundada em 1968 pelo ex-piloto de corridas e jogador de râguebi francês Guy Ligier como fabricante de carros esportivos.

## Fórmula 1
Com resultados medianos na Fórmula 1, a Ligier teve como seu melhor resultado um vice-campeonato de construtores em 1980. Uma conhecida característica da escuderia era sua tradicional pintura azul em seus carros (cor usada pelo automobilismo francês) qualquer fosse a sua situação financeira, o que gerou uma grande simpatia pelos torcedores e imprensa franceses. A outra foi o patrocínio dos cigarros Gitanes.
Em meados de 1994 e 1995, a equipe passou pelo controle de vários acionistas, e finalmente em janeiro de 1997 foi vendida para o ex-piloto e tetracampeão mundial da Fórmula 1, Alain Prost, que rebatizou a escuderia com o nome de Prost Grand Prix, encerrando, assim, a história e a passagem da Ligier pela Fórmula 1.

### 1976: estreia na categoria

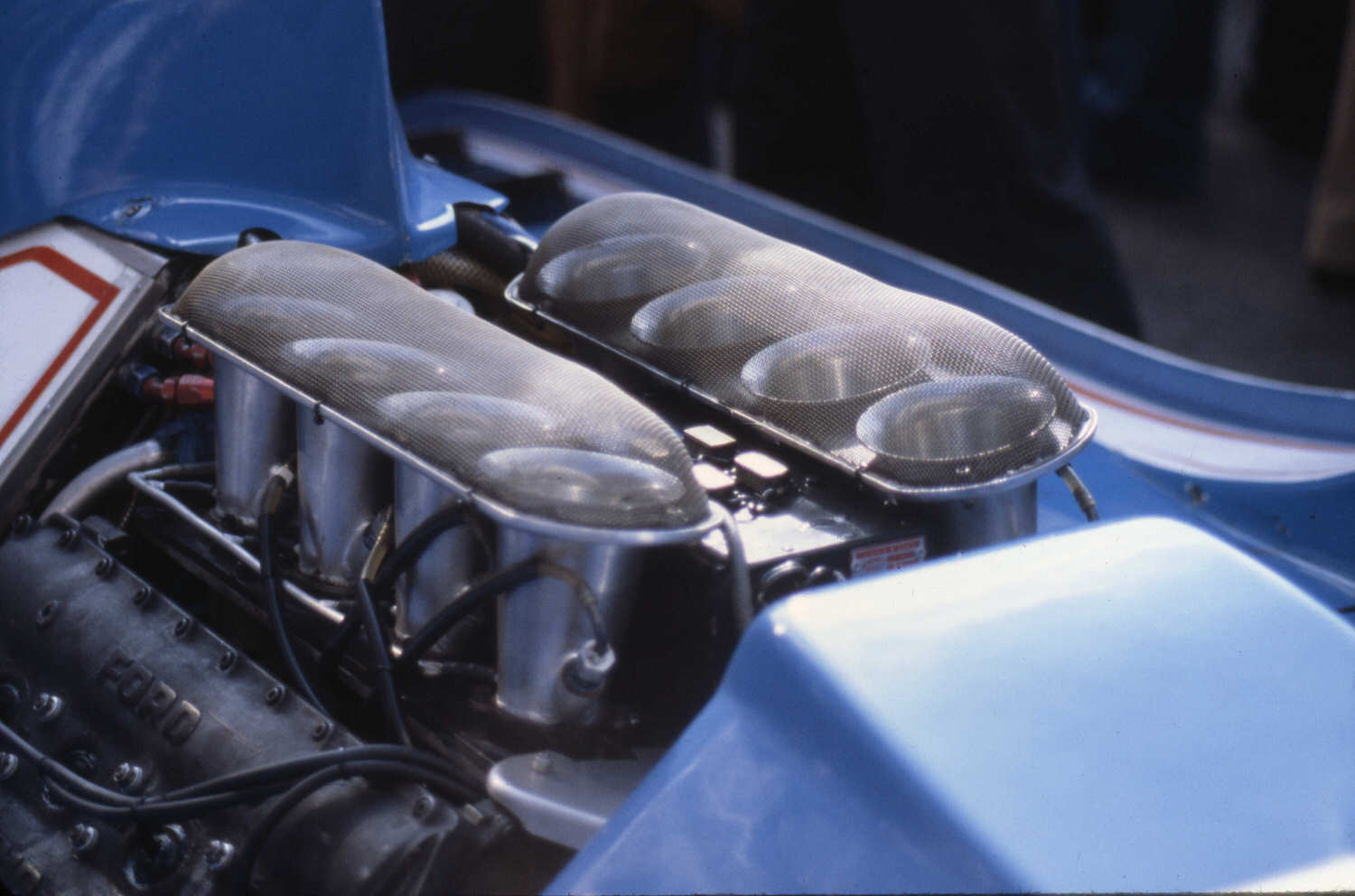
Motor Cosworth, 1979

Em 1976, o ex-piloto e ex-jogador de rugby Guy Ligier retorna à Fórmula 1 como dono de sua própria equipe, logo após comprar o espólio da Matra Sports. O primeiro carro, batizado JS5, teve apenas Jacques Laffite como piloto, que lá iniciaria uma longa relação pela equipe. No final, a Ligier conquista o quinto lugar, com 20 pontos, tendo como melhor resultado um segundo lugar no Grande Prêmio da Áustria.

### 1977-78: pequena queda de rendimento
Depois do bom início das atividades, a Ligier segue com Laffite, e contrata outro francês, Jean-Pierre Jarier, já no fim da temporada. Ao final, o time azul conquista o oitavo lugar, com 18 pontos. Em 1978, a Ligier dispensa Jarier e continua com Laffite, que marca 19 pontos e garante a equipe em sexto lugar na classificação.

### 1979: favoritismo no início e queda no final
Em 1979, tudo conspiraria a favor da Ligier. Equipada com os bons motores Ford, a equipe mantém Laffite pelo terceiro ano seguido, e contrata mais um francês, Patrick Depailler, mas este se acidenta e dá lugar ao belga Jacky Ickx, primeiro não-francês a guiar um carro da equipe, que já encontrava-se em final de carreira. Laffite continuaria sendo a principal liderança da Ligier, conquistando duas vitórias, somando seis pódios, contra dois de Depailler e nenhum de Ickx, que se aposentou no fim do ano. Ao fim, a Ligier conquistou o terceiro lugar, com 61 pontos.

### 1980: o grande ano

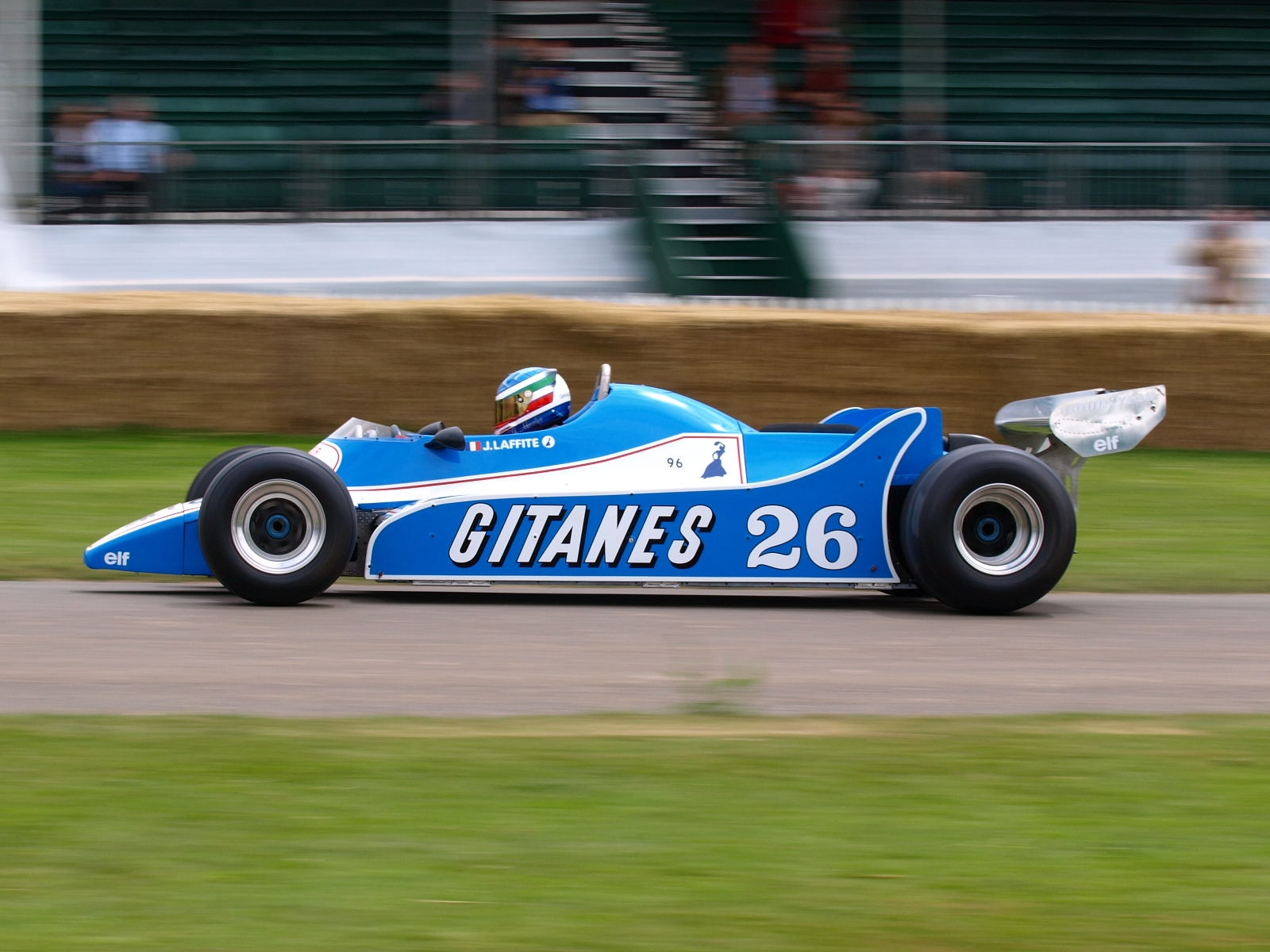
O Ligier JS11 no Festival de Velocidade de Goodwood, em 2008.

1980 foi o melhor ano da história da Ligier. Mais uma vez, Laffite continua como principal piloto da equipe, tendo a seu lado mais um francês, Didier Pironi. Ambos conquistam dez pódios (cinco para Pironi e outros cinco para Laffite), e o vice-campeonato de construtores, com 66 pontos.

### 1981-82: nova queda
Em 1981, Laffite permanece pelo sexto ano seguido na Ligier, tendo três companheiros de time: Jarier (repatriado), Jean-Pierre Jabouille e Patrick Tambay, todos franceses. Jacques conquista a última vitória de sua carreira no Grande Prêmio do Canadá, mas a Ligier, equipada com motores Matra não repete o mesmo desempenho de 1980, e fica em quarto lugar. Pior foi em 1982: Laffite, aos 37 anos, passa a ter ao seu lado o ítalo-americano Eddie Cheever, mas a dupla não faz boa temporada e a Ligier fica em oitavo lugar, com apenas 20 pontos.

### 1983-84: primeira temporada sem pontos e a curta passagem de De Cesaris pelo time

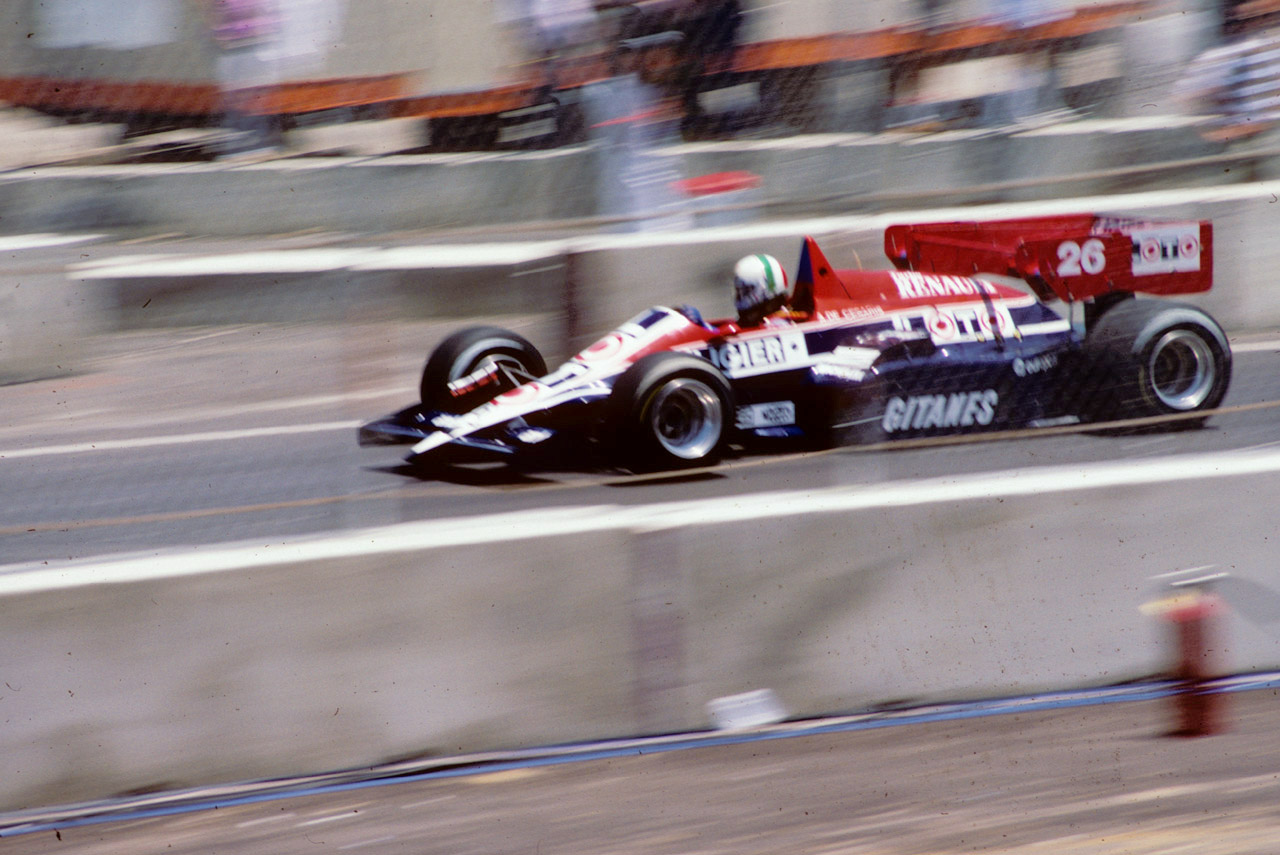
Andrea De Cesaris conduz o JS23 no Grande Prêmio de Dallas, em 1984.

Em 1983, Laffite, principal piloto da equipe, é contratado pela Williams, e Jarier, aos 36 anos de idade, retorna ao time, tendo ao seu lado o jovem brasileiro Raul Boesel. Prejudicados por abandonos ou não-classificações, não impedem que a Ligier termine o campeonato zerada pela primeira vez em sua história. Em 1984, mais um francês, François Hesnault, vêm acompanhado do italiano Andrea De Cesaris, que impede a segunda temporada seguida no zero: foram três pontos, conquistados por De Cesaris, que permaneceria no ano seguinte.

### 1985: a demissão de De Cesaris e a volta de Laffite
Em 1985, a Ligier recontrata Laffite, vindo de uma malsucedida temporada na Williams. A experiência de Jacques dá resultados, fazendo com que a equipe volta a marcar mais pontos. O ponto negativo da equipe foi o Grande Prêmio da Áustria, onde De Cesaris protagoniza um acidente incrível, onde ele, ao tentar ultrapassar Derek Warwick, roda e capota o carro três vezes, saindo ileso. Esta foi a gota d'água para Guy Ligier, que o demite pouco depois. Para o lugar do italiano, Guy contrata Philippe Streiff, que conquista seu único pódio no Grande Prêmio da Áustralia, mesmo tendo batido contra Laffite na tentativa de ultrapassá-lo.

### 1986: despedida de Laffite
Para 1986, a equipe renova o contrato de Laffite, que teria como companheiro outro experiente piloto, René Arnoux. Jacques conquistou seu último pódio no Grande Prêmio do Brasil, aos 41 anos de idade, e vinha fazendo uma temporada mediana até sofrer grave acidente no Grande Prêmio de Brands Hatch, e se vê obrigado a encerrar sua longa carreira de 176 provas, empatando a marca do inglês Graham Hill. Para o lugar do veterano, Guy Ligier contratou mais um francês, Philippe Alliot. Ao final da temporada, a Ligier conquista o quinto lugar, com 29 pontos somados.

### 1987-89: novo martírio
Na primeira temporada sem Laffite, Arnoux passaria a ser o primeiro piloto da equipe azul, tendo como companheiro o italiano Piercarlo Ghinzani. Em uma fraca temporada, René marca apenas um ponto, que classifica a equipe em décimo primeiro lugar. Em 1988, Ghinzani é demitido e o sueco Stefan Johansson, vindo da McLaren, é contratado para formar dupla com Arnoux. Nem a experiência de ambos deu resultado: a Ligier, com um carro instável, não consegue pontuar em nenhuma prova, tendo como melhor resultado dois nono lugares de Johansson.
Para a temporada de 1989, Arnoux, que aos 40 anos disputaria sua última temporada, teve como seu companheiro de escuderia Olivier Grouillard, substituindo Johansson que havia sido contratado pela novata Onyx. Com um quinto lugar de Arnoux no Grande Prêmio do Canadá, somado ao sexto lugar de Grouillard no Grande Prêmio da França, o time de Guy Ligier terminaria a temporada em 13º lugar.

### 1990-92: o sofrimento continua
Sem Grouillard e Arnoux, a Ligier voltaria a entrar em uma crise existencial. A equipe repatria Alliot e contrata o italiano Nicola Larini, mas eles não conseguem bons resultados e perdem o emprego no final de 1990. No ano seguinte, Guy contrata o experiente belga Thierry Boutsen e mais um francês, Érik Comas (campeão da Fórmula 3000 em 1990). Pela segunda temporada seguida, a Ligier amargaria um campeonato zerada, mas a dupla seguiu para a temporada de 1992. Nelson Piquet e Alain Prost chegaram a ser cogitados para guiar os carros da equipe, porém o brasileiro reiterou sua aposentadoria da Fórmula 1 e o francês, que chegou a testar pela Ligier, não aprovou o desempenho do carro, optando em fazer uma temporada sabática, fazendo com que Comas permaneça no time, marcando seus primeiros pontos na categoria ao obter dois sextos lugares e um quinto, nos Grandes Prêmios do Canadá, França e Alemanha. Boutsen pontua pela última vez na categoria ao chegar em quinto lugar no Grande Prêmio da Austrália, e a equipe fica em sétimo.

### 1993: a administração De Rouvre e retomada do bom desempenho
Desapontado com o fraco desempenho nos anos anteriores, Guy Ligier colocou sua equipe à venda, concretizada para Cyril de Rouvre, cuja administração marcou o renascimento da Ligier, que pela primeira vez, não forma uma dupla com pelo menos um francês. Dois ingleses, Martin Brundle (ex-Benetton) e Mark Blundell (ex-Brabham), foram os pilotos da equipe em 1993. Com 23 pontos marcados e três pódios (dois de Brundle e um de Blundell), a Ligier alcança o quinto lugar.

### 1994: resultados modestos
Para 1994, a Ligier dispensa Brundle e Blundell, e aposta no campeão da F-3000 de 1993, Olivier Panis. Além dele, foi contratado mais um francês: Éric Bernard, que conquistaria um pódio junto com Panis no confuso Grande Prêmio da Alemanha. Envolvido numa troca com o inglês Johnny Herbert, Bernard ocupa a vaga deste último na Lotus. Outro francês, Franck Lagorce, participa dos Grandes Prêmios do Japão e da Austrália, e não pontua em ambos. A Ligier encerra o ano em sexto lugar, com 13 pontos.

### 1995: Mugen-Honda e revezamento entre Brundle e Suzuki
Após passagem razoável na McLaren em 1994, Brundle acertou sua volta à Ligier, que oficializara anteriormente a permanência de Panis. Aguri Suzuki, amigo pessoal do inglês, também foi contratado após a escuderia acertar o fornecimento de motores por parte da Mugen-Honda. Ambos disputam algumas corridas num "sistema de revezamento", mas o japonês sofre grave acidente nos treinos do Grande Prêmio do Japão, e resolve encerrar sua carreira. Panis conquista o segundo pódio da Ligier no ano na prova da Austrália (o primeiro foi de Brundle, em Spa-Francorchamps), mesmo completando a prova a duas voltas do vencedor, Damon Hill.

### 1996: a Ligier deixa à Fórmula 1

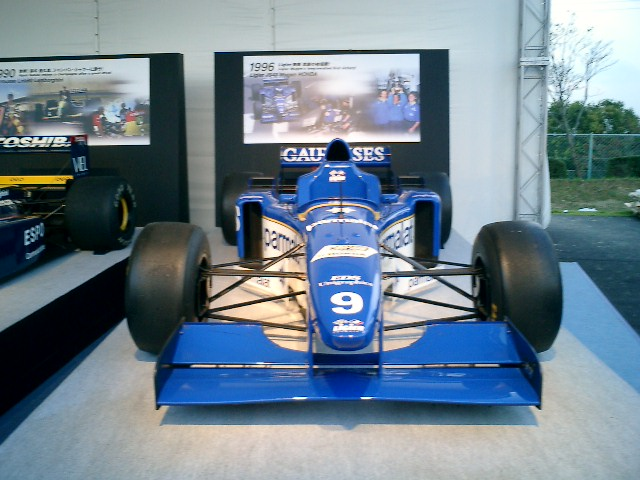
Ligier JS43. Foi com este carro que Olivier Panis conquistou sua única vitória - e a última da equipe.

A Ligier já estava pronta para ser vendida para alguém em 1996, mas a equipe seguiu em atividade. Mantém Panis e contrata o brasileiro Pedro Paulo Diniz, egresso da Forti. O começo foi tímido, mas o jejum de vitórias que durava desde 1981 se encerraria no GP de Mônaco, onde apenas quatro carros terminaram a corrida. Panis, que largou em décimo quarto, resiste à pressão de David Coulthard, mas para sua sorte, o limite de duas horas havia se esgotado.
No final do ano, Alain Prost compra a equipe e a converte na Prost Grand Prix. Em sua derradeira temporada, a equipe conquista o sexto lugar na classificação geral, com 15 pontos ganhos.

### Depois da Fórmula 1
Em 2004, a Ligier voltou ao automobilismo após adquirir a Automobiles Martini. Tico Martini tinha projetado um chassi de Fórmula 3 que foi apresentado no Paris Motor Show de 2004 como o Ligier JS47, mas com o mercado de Fórmula 3 dominado pela Dallara, o carro só correu napequena Recaro F3 Cup.
Em 2005, a Ligier apresentou um carro esportivo "cavalheiro", o JS49, um protótipo esportivo feito para a classe 2000 cc CN, que podia ser usado no V de V Challenge.

## Pilotos
| Ligier | Ligier                   | Ligier           | Ligier | Ligier        | Ligier                                                                  | Ligier            | Ligier                      |
| Ano    | Nome                     | Carro            | Pneus  | Motor         | Pilotos                                                                 | Pilotos de testes | Classificação Pontos        |
| ------ | ------------------------ | ---------------- | ------ | ------------- | ----------------------------------------------------------------------- | ----------------- | --------------------------- |
| 1996   | Ligier Gauloises Blondes | JS43             | G      | Mugen-Honda   | Olivier Panis Pedro Paulo Diniz                                         | Kelvin Burt       | 6º lugar 15 pontos          |
| 1995   | Ligier Gitanes Blondes   | JS41             | G      | Mugen-Honda   | Aguri Suzuki Olivier Panis Martin Brundle                               | Franck Lagorce    | 5º lugar 24 pontos          |
| 1994   | Ligier Gitanes Blondes   | JS39B            | G      | Renault       | Éric Bernard Olivier Panis Johnny Herbert Franck Lagorce                | Franck Lagorce    | 6º lugar 13 pontos          |
| 1993   | Ligier Gitanes Blondes   | JS39             | G      | Renault       | Martin Brundle Mark Blundell                                            | Éric Bernard      | 5º lugar 23 pontos          |
| 1992   | Ligier Gitanes Blondes   | JS37             | G      | Renault       | Thierry Boutsen Érik Comas                                              | Alain Prost       | 8º lugar 6 pontos           |
| 1991   | Equipe Ligier Gitanes    | JS35 JS35B       | G      | Lamborghini   | Thierry Boutsen Érik Comas                                              | Emmanuel Collard  | NC (13º lugar) nenhum ponto |
| 1990   | Equipe Ligier Gitanes    | JS33B            | G      | Ford Cosworth | Nicola Larini Philippe Alliot                                           | Emmanuel Collard  | NC (11º lugar) nenhum ponto |
| 1989   | Ligier Loto              | JS33             | G      | Ford Cosworth | René Arnoux Olivier Grouillard                                          |                   | 13º lugar 3 pontos          |
| 1988   | Ligier Loto              | JS31             | G      | Judd          | René Arnoux Stefan Johansson                                            |                   | NC (15º lugar) nenhum ponto |
| 1987   | Ligier Loto              | JS29 JS29B JS29C | G      | Megatron      | René Arnoux Piercarlo Ghinzani                                          |                   | 11º lugar 1 ponto           |
| 1986   | Equipe Ligier            | JS27             | P      | Renault       | René Arnoux Jacques Laffite Philippe Streiff                            |                   | 5º lugar 29 pontos          |
| 1985   | Equipe Ligier Gitanes    | JS25             | M      | Renault       | François Hesnault Andrea de Cesaris                                     |                   | 10º lugar 3 pontos          |
| 1984   | Ligier Loto              | JS23             | M      | Renault       | François Hesnault Andrea de Cesaris                                     |                   | 10º lugar 3 pontos          |
| 1983   | Equipe Ligier Gitanes    | JS21             | M      | Ford Cosworth | Jean-Pierre Jarier Raul Boesel                                          |                   | NC (13º lugar) nenhum ponto |
| 1982   | Equipe Talbot Gitanes    | JS17 JS17B JS19  | M      | Matra         | Eddie Cheever Jacques Laffite                                           |                   | 8º lugar 20 pontos          |
| 1981   | Equipe Talbot Gitanes    | JS17             | M      | Matra         | Jean-Pierre Jarier Jacques Laffite Jean-Pierre Jabouille Patrick Tambay |                   | 4º lugar 44 pontos          |
| 1980   | Equipe Ligier Gitanes    | JS11/15          | G      | Ford Cosworth | Didier Pironi Jacques Laffite                                           |                   | 2º lugar 66 pontos          |
| 1979   | Ligier Gitanes           | JS11             | G      | Ford Cosworth | Patrick Depailler Jacques Laffite Jacky Ickx                            |                   | 3º lugar 61 pontos          |
| 1978   | Ligier Gitanes           | JS7 JS7/9 JS9    | G      | Matra         | Jacques Laffite                                                         |                   | 6° lugar 19 pontos          |
| 1977   | Ligier Gitanes           | JS7              | G      | Matra         | Jacques Laffite Jean-Pierre Jarier                                      |                   | 8º lugar 18 pontos          |
| 1976   | Ligier Gitanes           | JS5              | G      | Matra         | Jacques Laffitte                                                        |                   | 6º lugar 20 pontos          |

## Pilotos importantes
- Jacques Laffite - Piloto mais importante da Ligier, Laffite (quarto lugar em 1979 e em 1980) encerrou sua longa carreira na F-1 após sofrer acidente em Brands Hatch, em 1986. Ele havia regressado à equipe em 1985, após uma passagem sem brilho pela Williams.
- Didier Pironi - Também com passagem pela Ligier, Pironi apareceu para a F-1 correndo na equipe em 1980. Seu desempenho no ano levou-o a ser contratado pela Ferrari no ano seguinte, para o lugar de Jody Scheckter, que havia encerrado a carreira.
- Patrick Depailler - Depailler disputou apenas sete provas pela Ligier em 1979, tendo vencido o GP da Espanha. Um acidente de asa-delta o tirou do resto da temporada e seu lugar foi ocupado pelo belga Jacky Ickx.
- René Arnoux - Lembrado por suas passagens por Renault e Ferrari, Arnoux se aposentou da F-1 pela Ligier, onde correu entre 1986 e 1989, ano de sua despedida. Seu melhor resultado foi um quarto lugar, obtido nos GPs de Brasil, Inglaterra e Alemanha, todos em 1986.
- Thierry Boutsen - Apesar de sua experiência, o belga pouco fez na escuderia, tendo marcado apenas dois pontos (últimos de sua carreira na F-1) em 1992, evitando que o time ficasse zerado pelo segundo ano seguido.
- 'Martin Brundle - Dispensado da Benetton, Brundle correu em 1993 e em 1995, sendo que neste último ano, voltaria à Ligier após passagem razoável na McLaren no ano anterior. Obteve dois pódios.
- Mark Blundell - Assim como Brundle, conquistou dois pódios pela Ligier, ambos em 1993, antes de assinar com a Tyrrell.
- Olivier Panis - Segundo maior pontuador da Ligier, conquistou a última vitória da equipe (e única de sua carreira) no GP de Mônaco de 1996.

## Vitórias por piloto
Jacques Laffite: 6
Didier Pironi: 1
Patrick Depailler: 1
Olivier Panis: 1

## Outras informações
- Michael Schumacher, o heptacampeão da F-1, chegou a testar a Ligier, em fins de 94.
- Todos os carros da Ligier tinham a sigla JS, numa homenagem ao piloto francês Jo Schlesser, morto em 1968.
- A Ligier teve o maior número de pilotos com a mesma nacionalidade da equipe: quinze franceses ocuparam o cockpit.
- O modelo JS11 usado nas temporadas de 1979 e 1980 eram réplicas fieis do Lotus 79.
- O Autobot Mirage na série clássica (G-1) de Transformers, cuja forma alternativa era um carro de Fórmula 1, homenageava a equipe com seu número usual e também com um patrocinador de nome similar ao principal.
- Em sua história, a Ligier utilizou os números 25 e 26 para identificar seus carros.